# Lienardia gravelyi
Lienardia gravelyi is een slakkensoort uit de familie van de Clathurellidae. De wetenschappelijke naam van de soort is voor het eerst geldig gepubliceerd in 1940 door Winckworth.